# Germania magna

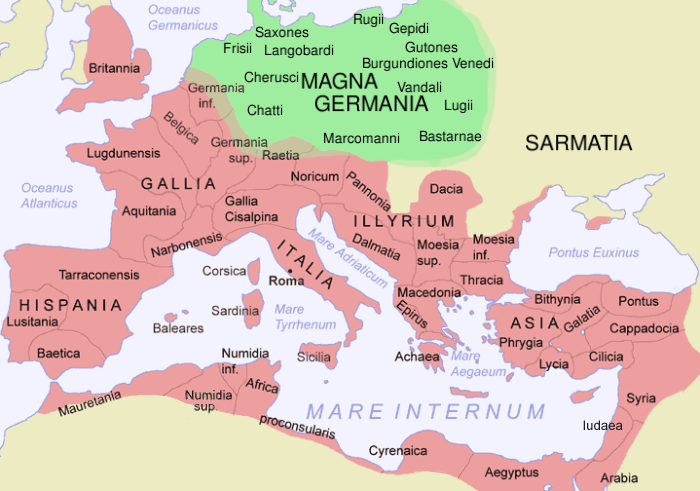
Römische Provinzen mit der angrenzenden Germania magna

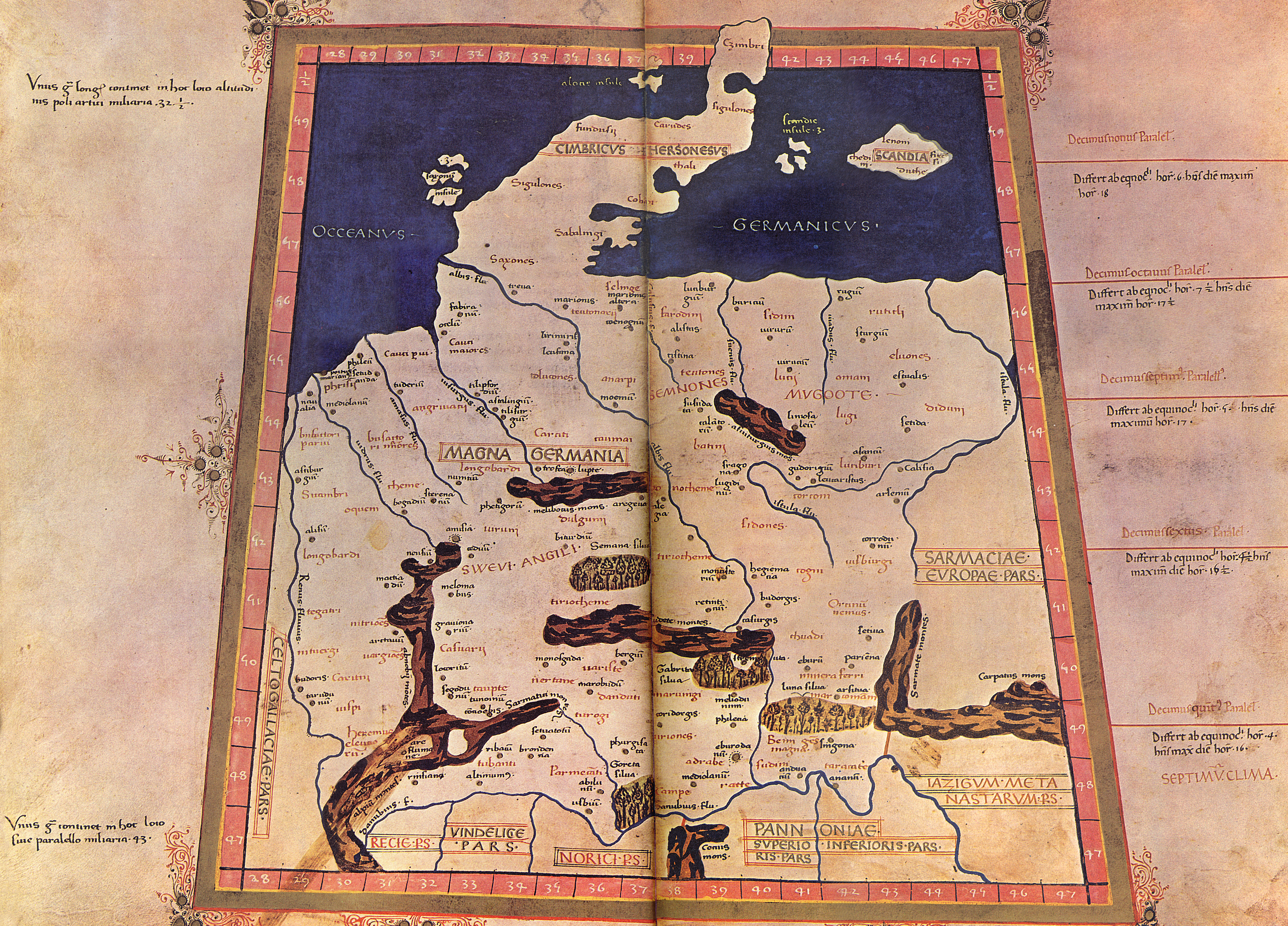
Germania magna im Weltbild der Römer des 2. Jahrhunderts n. Chr. nach Ptolemäus in einer Karte des 15. Jahrhunderts

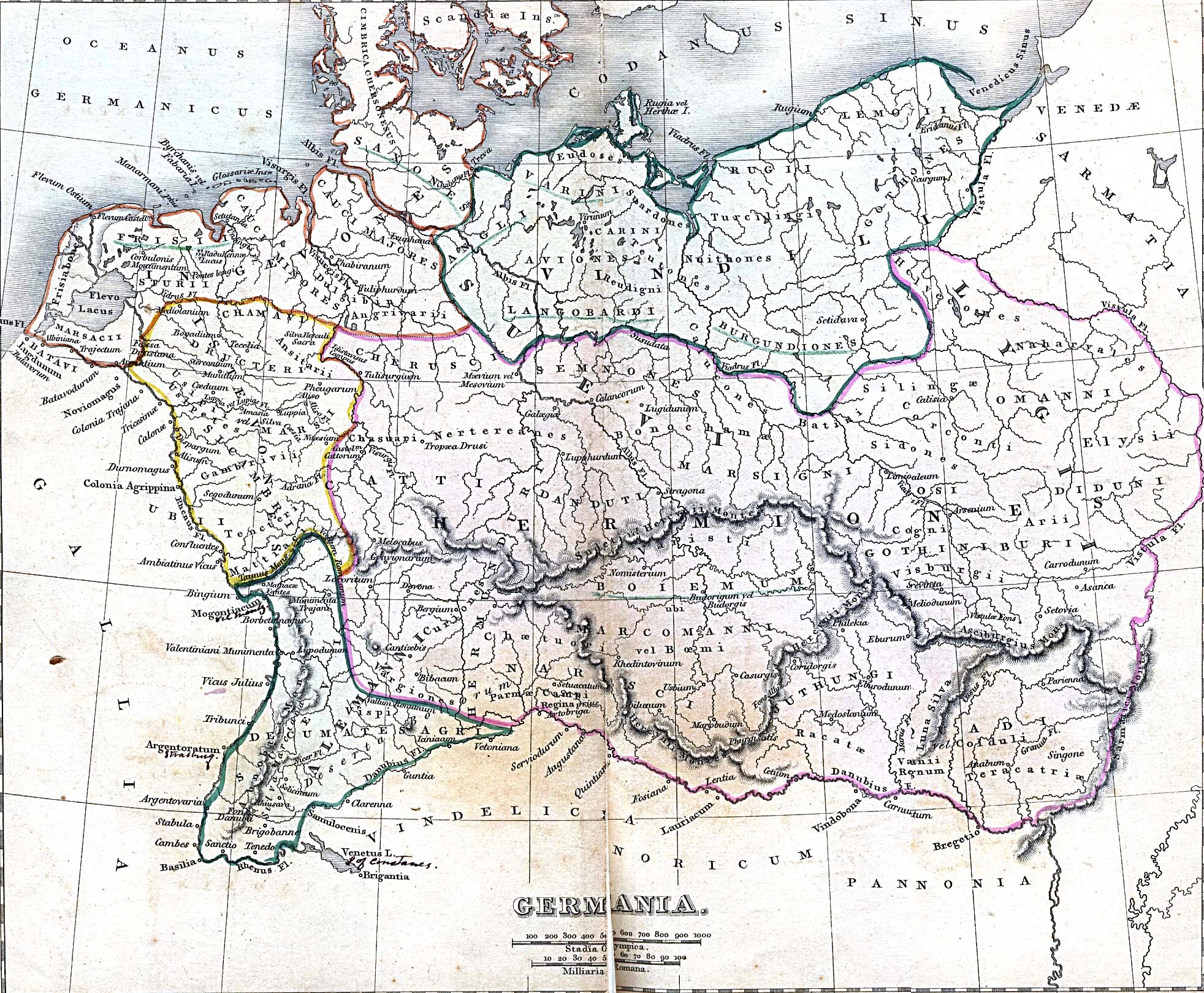
Germania magna, Karte aus dem 19. Jahrhundert

Als die Germania magna (lateinisch für „Großes Germanien“ bzw. „Großgermanien“) wurde in der Antike der dem Römischen Reich bekannte, aber nur zeitweise und teilweise besetzte Teil des Siedlungsgebiets der Germanen bezeichnet. Als Grenzen des Gebiets nennt Claudius Ptolemäus in seiner Geographike Hyphegesis im Westen den Rhein (Rhenus), im Süden die Donau (Danubius), im Norden das Meer (Germanicus Oceanus) und im Osten die Weichsel (Vistula) und die Karpaten (Sarmatici montes). Es wird seit dem 19. Jahrhundert auch teilweise der Begriff Germania libera („Freies Germanien“) gebraucht. Dieser Terminus findet sich jedoch nicht in antiken Quellen, die in der Regel aus römischer Perspektive verfasst sind und die nicht unbedingt betonen wollen, dass dieser Großraum nicht der römischen Herrschaft unterworfen war.

## Geschichte
Seit Gaius Iulius Caesar galt der Rhein den Römern als die Grenze zwischen Gallien und Germanien, obwohl Kelten auf beiden Seiten des Flusses lebten. Die Absicht des ersten römischen Kaisers Augustus, die Germania magna als Provinz in das römische Imperium einzugliedern (Augusteische Germanenkriege), scheiterte infolge der römischen Niederlage in der Varusschlacht und dem erfolgreichen Widerstand der Arminius-Koalition gegen Rückeroberungsversuche in den Folgejahren (Germanicus-Feldzüge). 16 n. Chr. beorderte Tiberius (14–37 n. Chr.), der Nachfolger des Augustus, die römischen Truppen aus der Germania magna hinter die Rheinlinie. Rom unternahm aber auch in den folgenden Jahrzehnten Expeditionen und Feldzüge nach Germania magna.

### Eroberungsversuche, Varusschlacht und die Folgen
Zahlreiche Versuche des Römischen Reiches unter Augustus, die Germania magna über die Lippe (Lupia), die Lahn (Laugona) und die Werra zu erobern und als Römische Provinz dem Reich einzuverleiben, wurden in vielen Verteidigungsschlachten vereitelt. Für systematische Expansionsversuche Roms sprechen die durch Münzen des Varus datierten römischen Städtegründungen Waldgirmes und Haltern, die Römerlager Lahnau-Dorlar, Olfen, Oberaden, Anreppen, Rödgen und Hedemünden sowie die Funde von Bentumersiel. Nach Ansicht einiger Historiker wie Werner Eck war die Germania magna um die Zeitenwende sogar bereits eine reguläre römische Provinz, die dann um 16 n. Chr. wieder aufgegeben wurde; doch ist dies umstritten. Das Scheitern Roms ermöglichte zumal den tief in der Germania magna lebenden Stämmen jedenfalls eine bis zur sogenannten Völkerwanderung vergleichsweise unbeeinflusste Kulturentwicklung, wenngleich in der Folgezeit zahlreiche Impulse aus dem römischen Raum in das germanische Grenzgebiet ausgingen. Nach gegenwärtigem Stand der Diskussion ist von einem überwiegend friedlichen römisch-germanischen Austausch im Grenzgebiet östlich des Rheins und nördlich der Donau auszugehen.
Der bedeutendste der römisch-germanischen Kämpfe war die Varusschlacht 9 n. Chr., in welcher der Cherusker Arminius, der zuvor selbst als Offizier kaiserliche Hilfstruppen kommandiert hatte, mit seinen Kriegern drei römische Legionen unter dem Feldherrn Publius Quinctilius Varus besiegte, wobei die Römer gut 20.000 Mann verloren. Die vernichtende Niederlage in der Varusschlacht fand ihren Niederschlag in der zukünftigen römischen Militär- und Siedlungspolitik in diesem geografischen Raum. Römische Siedlungspolitik in Germanien fand danach nur noch diesseits oder in direkter Nähe (Taunus, Wetterau, Decumates agri) der Reichsgrenze an Rhein und Donau statt. Seit Kaiser Domitian dienten dabei die Anlagen des Limes zur Überwachung der Grenze in Friedenszeiten. Ein weiterer großer Feldzug Roms folgte ab dem Jahr 166 mit dem Markomannenkrieg, der über die Donau nach Bayern und Böhmen hineingetragen und im Jahre 180 mit einem Waffenstillstand beendet wurde.
Im dritten Viertel des 3. Jahrhunderts verloren die Römer das Dekumatland an die Alamannen und Dakien an die Goten. Am Anfang des 4. Jahrhunderts wurden im römischen Heer seit Konstantin dem Großen immer mehr reichsfremde Krieger, meist Germanen, eingesetzt, was gegen Ende des 4. Jahrhunderts in der Entstehung der foederati mündete, die nicht mehr der regulären kaiserlichen Armee angehörten, sondern als Söldner unter eigenen Anführern kämpften.

### Schlacht bei Kalefeld
Durch archäologische Funde ist mittlerweile bekannt, dass die Römer auch nach Tiberius mitunter noch tief in die Germania magna vordrangen. Im Jahr 2008 wurde im Kalefelder Ortsteil Wiershausen am Harz ein im Jahr 2000 entdeckter Fundort als antikes Schlachtfeld mit zahlreichen römischen Waffen und Ausrüstungsteilen aus dem 3. Jahrhundert identifiziert. Die im Dezember 2008 der Öffentlichkeit vorgestellten Funde weisen nach Forschungsberichten im Gegensatz zur bisherigen Auffassung auf weitaus intensivere und weiträumigere römische Militäraktivitäten östlich des Rheins auch nach dem Ende der römischen Operationen im Raum der Germania Magna, also nach 16 n. Chr. (Rückzug des Germanicus), hin. Zwar war aufgrund schriftlicher Quellen seit langer Zeit bekannt, dass auch in der Folgezeit römische Militäroperationen in diesem Raum stattfanden; sollten sich die Fundbewertungen bestätigen, so wäre dies ein Beleg für diese Aussagen, zumal dann die Römer noch im 3. Jahrhundert wesentlich weiträumiger operiert hätten, als bisher angenommen.

## Militärlager
In Germania magna sind einige römische Lager bekannt, die von den Truppen über einen Zeitraum von bis zu mehreren Jahren genutzt wurden, beispielsweise:
| Holsterhausen |

| Haltern |

| Olfen |

| Beckinghausen |

| Oberaden |

| Anreppen |

| Kneblinghausen |

| Dorlar |

| Sennestadt |

| Porta Westfalica |

| Bad Ems |

| Name                            | Ort              | Beginn                             | Ende                            | Entdeckung | Kategorie                     | Bemerkungen |
| ------------------------------- | ---------------- | ---------------------------------- | ------------------------------- | ---------- | ----------------------------- | --- |
| Holsterhausen                   | Dorsten          | –                                  | –                               | 1952       | Marschlager                   | Lippe; mindestens zehn Lager, teilweise übereinander                                                                                     |
| Haltern                         | Haltern am See   | 7 v. Chr. oder später              | 9 n. Chr.                       | 1816       | Kohortenlager                 | Lippe; insgesamt sechs Komplexe |
| Olfen                           | Olfen            | 11 v. Chr.                         | 7 v. Chr.                       | 2011       | Versorgungslager              | Lippe |
| Beckinghausen                   | Lünen            | –                                  | –                               | 1906       | Uferkastell                   | Lippe |
| Oberaden                        | Bergkamen        | –                                  | –                               | 1905       | Mehrlegionenlager             | Lippe |
| Anreppen                        | Delbrück         | 4 n. Chr.                          | 6 n. Chr.                       | 1968       | Winterlager                   | Lippe |
| Kneblinghausen                  | Rüthen           | –                                  | –                               | 1901       | –                             | nahe der Möhne |
| Hedemünden                      | Hann. Münden     | 11 bis 9 v. Chr.                   | 8 oder 7 v. Chr. oder später    | 1998       | –                             | Werra; mindestens vier Komplexe |
| Aliso                           | unbekannt        | –                                  | 9. n. Chr.                      | –          | –                             | Standort nicht bekannt; um 15/16 n. Chr. gab es Aliso noch einmal an gleicher oder anderer Stelle                                        |
| Dorlar                          | Lahnau           | bis 10 n. Chr.                     | Mitte 1. Jh. n. Chr.            | 1985       | Marschlager                   | Hessen |
| Marktbreit                      | Marktbreit       | 5/6 n. Chr.                        | vor 9 n. Chr.                   | 1985       | Legionslager                  | Main; zwei Lager übereinander |
| Hachelbich                      | Hachelbich       | zwischen dem 1. und 3. Jahrhundert |                                 | 2009       | Marschlager                   | Kyffhäuserkreis, Thüringen, erstes in Mitteldeutschland nachgewiesenes Römerlager                                                        |
| Wilkenburg                      | Wilkenburg       | 1 und 5 n. Chr.                    |                                 | 2015       | Marschlager                   | Region Hannover, Niedersachsen, erstes in Niedersachsen nachgewiesenes Marschlager                                                       |
| Römerlager Bielefeld-Sennestadt | Sennestadt       |                                    |                                 | 2019       | Marschlager                   | |
| Römerlager Porta Westfalica     | Porta Westfalica | 12 v. Chr. und 16 n. Chr.          |                                 | 2008       | Marschlager                   | |
| „Auf dem Ehrlich“               | Bad Ems          | 40/41 n. Chr.                      | 69/70 n. Chr.                   | 2016       | Vexillationskastell           | Räumliche Kapazität für mehr als eine halbe Legion.                                                                                      |
| Auf dem Feldberg bei Lahnstein  | Lahnstein        |                                    |                                 | 2009       | Vexillationskastell           | Bisher nur Luftaufnahmen und wenige Sondagen, Datierung noch nicht möglich. Räumliche Kapazität für mehr als eine halbe Legion.          |
| Flevum                          | Velsen           | 1.: 15±1 n. Chr. 2.: ab 39 n. Chr. | 1.: 28 n. Chr. 2.: ~ 50 n. Chr. | 1945       | Vexillationskastell mit Hafen | Zwei zeitlich um 11 Jahre und räumlich um 750 m getrennte Anlagen. In der frühen Phase Garnisonsort einer Vexillatio der Legio V Alaudae |
| Marschlager Ermelo              | Ermelo           | 2. Jahrhundert                     | 2. Jahrhundert                  | 1922/1923  | Marschlager                   | Maximal Raum für eine Legion |

## Geographie der Germania magna
Die Geographie der Germania magna ist in der Geographike Hyphegesis des Ptolemäus um 150 n. Chr. durch die geographischen Koordinaten der Hauptorte umfassend beschrieben. Durch eine geodätische Deformationsanalyse, die das Institut für Geodäsie an der Technischen Universität Berlin im Rahmen eines Projekts der Deutschen Forschungsgemeinschaft unter der Leitung von Dieter Lelgemann in den Jahren 2007 bis 2010 durchführte, konnten viele historische Ortsbezeichnungen örtlich bestimmt und heutigen Ortslagen zugeordnet werden.